# Mauro Moscardini
Mauro Agustín Moscardini (Avellaneda, 1965 - Málaga  2012) fue un reconocido actor y maestro de teatro, tres veces ganador del festival de cine de Viedma. Sus interpretaciones más destacadas tuvieron lugar en las obras Charaí y Corazón en venta. Entre sus alumnos más destacados figuran los actores argentinos Gonzalo Heredia, Mariano Martínez y Luciano Castro. Mientras estudiaba en Argentina fue compañero de su compatriota Pablo Echarri, y luego fue a España para proseguir su carrera en el teatro. Durante su estancia allí actuó junto a Antonio Banderas en algunas obras de teatro, y pasado un tiempo se dio cuenta de que su verdadera vocación era la de enseñar teatro y volvió a Argentina, donde empezó a dar clases. Posteriormente regresaría a España, donde sufriría un accidente automovilístico.
- Datos: Q6007184